# Salt Lake City
Salt Lake City ("Saltsjöstaden") är huvudstaden i delstaten Utah i USA, belägen nära Stora Saltsjön (Great Salt Lake). Staden grundades 1847 och hette de första åren Great Salt Lake City (’stora saltsjöstaden’). Staden förkortas ofta som SLC eller Salt Lake.
Tätorten hade 200 478 invånare i 2021 års folkräkning. Storstadsområdet, som spänner över Stora Saltsjön, Summit County och Tooele County, har uppskattas ha en folkmängd på 1 186 421 personer.
Staden är centrum för Jesu Kristi Kyrka av Sista Dagars Heliga (mormonerna). Olympiska vinterspelen 2002 och Paralympiska vinterspelen 2002 hölls i Salt Lake City.

## Historia

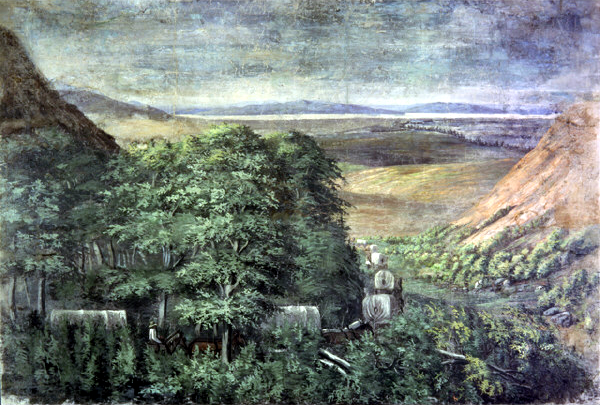
Entering the Great Salt Lake Valley – mormonerna, ledda av Brigham Young, anländer i Salt Lake Valley, målning av C.C.A. Christensen.

Shoshoner, Ute och Paiute hade bebott området tusentals år innan bosättningar av vita nybyggare etablerades. De första vita fasta bosättarna var mormonerna som anlände i juli 1847. De hade, efter grundandet av sin kyrka 1830, flytt västerut på grund av förföljelse. När de kom till Stora Saltsjödalen, ansåg deras ledare Brigham Young att de hittat sin fristad.
1849 organiserade mormonerna en ny stat, Deseret. Kongressen godkände inte detta utan skapade istället Utahterritoriet 1850, med Great Salt Lake City (namnet kortades 1868 till Salt Lake City) som huvudstad. Great Salt Lake City inkorporerades 1851 och utnämndes till huvudstad i Utah, som blev en delstat 1896.
Mormonernas polygami och nonchalerande av myndigheter ledde till konflikter. 1857 utspelade sig en dispyt, det så kallade Utahkriget (Utah War). Regeringen menade att mormonerna undergrävde statliga lagar och sände trupper till staden men då hade mormonerna redan evakuerat staden och stridigheter undgicks. Fort Douglas byggdes dock öster om staden 1862.
Den transkontinentala järnvägen färdigställdes 1869 och 1870 gick det en förbindelse från denna till Salt Lake City. Gruvdriften ökade tack vare järnvägen och befolkningen fördubblades på 1880-talet. Med undantag för den nationella depressionen 1893, fortsatte staden att växa. Antalet invånare passerade 50 000 år 1900 och 140 000 år 1930. Genom ett kyrkligt manifest 1890 avrådde man från polygami, ett beslut som hjälpte Utah att upptas som delstat i Förenta staterna 1896.
Ökad efterfrågan på metall under andra världskriget skapade ett nytt uppsving för gruvdriften och en tid av industriell expansion följde kriget. Under mitten av 1900-talet planade stadens invånarantal ut på en stabil nivå. Färdigställandet av diverse byggnadsprojekt har hjälpt staden att behålla en livskraftig stadskärna. I februari 2002 anordnade Salt Lake City de olympiska vinterspelen.

## Befolkningsstatistik

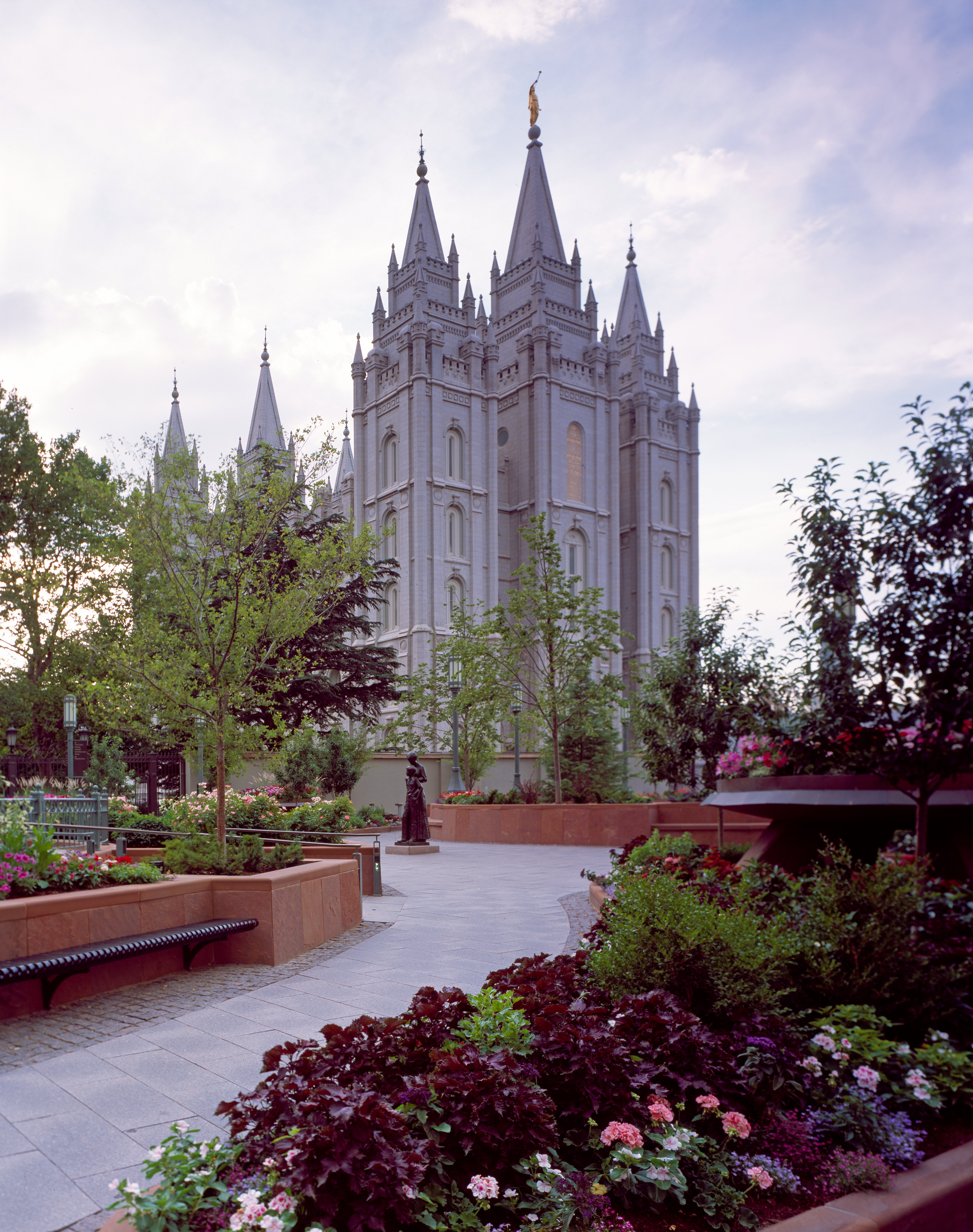
Salt Lake-templet

Själva Salt Lake City har 181 743 invånare. Storstadsområdet har 1 622 073 invånare. Cirka 51 procent av befolkningen är mormoner. Salt Lake Citys befolkning är utspridd på 39 803 familjer, samt 71 461 hushåll. Stadens befolkning utgör 8,1 procent av delstaten Utahs.
Genomsnittsåldern för stadens invånare är 30 år.
Ålderstruktur
Av befolkningen är
- 23,6 % 0–18 år,
- 15,2 % 18–24 år,
- 33,4 % 25–44 år,
- 16,7 % 45–64 år,
- 11,0 % äldre än 64 år.

## Kommunikationer
Staden har en internationell flygplats, Salt Lake City International Airport.

## Sport
Inom den nordamerikanska fotbollsligan Major League Soccer (MLS) spelar laget Real Salt Lake. Inom National Basketball Association (NBA) finns Utah Jazz. Inom (NHL) National Hockey League finns Utah Hockey Club.